# Casa în care a locuit pictorul A. F. Foinițki (Tiraspol)
Casa în care a locuit pictorul A. F. Foinițki este o clădire amplasată pe str. Dnestrovskaia, 18 în Tiraspol, Republica Moldova. Este un monument arhitectural de importanță națională inclus în Registrul monumentelor Republicii Moldova ocrotite de stat cu nr. 22 (municipiul Tiraspol).